# رينيه خوام

رينيه رزق الله خوام (1917 - 2004 م) هو مترجم فرنسي ، ولد في عائلة سورية مسيحية.
ترجم كتاب ألف ليلة و ليلة و نشره عام 1986 م مستغرقاً في ترجمته زهاء الـ 35 عاماً.